# Coal Chamber
Coal Chamber — ню-метал-группа из Лос-Анджелеса, образованная в 1993 году вокалистом Брэдли «Дэзом» Фафарой и гитаристом Мигелем «Мигсом» Расконом. Одна из первых «мрачных» ню-метал-групп, выделявшаяся своим стилем, более близким субкультуре готов, чем хип-хопу.

## История группы

### Ранние годы (1993—1996)
Всё началось в 1993 году, когда Брэдли Джеймс «Дэз» Фафара и Мигель «Мигс» Раскон, игравшие в группе She’s in Pain, решили собрать свой коллектив. За бас встала Рейна Фосс, подруга бывшей жены Дэза, а за барабаны сел Джон Тор, которого позже сменил Майк «Баг» Кокс. Ребята начали активно штурмовать такие заведения, как «Roxy» и «Whisky a Go Go», пока однажды их не заприметил Дино Казарес из Fear Factory. Он передал демо Монте Коннеру из Roadrunner Records. Впечатлённый «Loco» и шизофреничным вокалом Дэза, Коннер немедленно предложил группе контракт. Жена Дэза была резко настроена против участия мужа в группе, вследствие чего он на время покинул группу. Весной 1995 года Дэз по личной просьбе Мигса вернулся обратно в коллектив, что стоило ему брака. В 1996 году Coal Chamber приняли участие в первом фестивале Ozzfest и приступили к записи своего дебютного альбома.

### Coal Chamber,Chamber Music(1997—1999)
Группа выпустила свой дебютный альбом Coal Chamber 11 февраля 1997 года. На записи были выпущены сингл и видео «Loco», режиссером которого был Натан «Карма» Кокс. Видео было включено в качестве дополнения после финальных титров фильма Стрейнджлэнд. В том же году группа гастролировала по Европе с Machine Head, Napalm Death и Skinlab, включая выступление на фестивале Dynamo в Нидерландах. Coal Chamber также поддерживали группу Pantera в туре с сентября по декабрь 1997 года вместе с Anthrax.
Через два года выходит вторая пластинка Chamber Music, по звучанию более близкая готик-металу, чем ню-металу. Получив огромный коммерческий успех, группа гастролировала в составе хэдлайнеров на разных фестивалях. Группе так же удалось привлечь внимание жены Оззи Осборна Шэрон Осборн, которая стала их менеджером. Во время гастролей в поддержку альбома Рейна забеременела от ударника группы Sevendust Моргана Роуза, и вместо неё на бас-гитаре играла Надя Пойлен.

### Dark Days/Распад группы (2002—2005)
Dark Days был выпущен весной 2002 года. На время записи третьего альбома в группу временно вернулась Рейна, позже окончательно уступившая место басиста Наде ради воспитания дочери, а также из-за разногласий с Дэзом. Постоянные туры и напряжённая работа в студии не могли благоприятно влиять на внутренний климат в группе. Между Дэзом и Мигсом начались ссоры, усугубившиеся наркоманией Мигеля и Майка. Оставшиеся концерты весеннего тура 2002 года, в котором Coal Chamber должны были участвовать вместе с Drowning Pool и Ill Niño, были отменены из-за напряжённых отношений между участниками группы. В мае 2002 года напряжение в группе достигло предела. Во время концерта в Лаббоке между Дэзом и Мигсом произошёл скандал, переросший в драку на сцене, во время которой Мигс ударил Дэза грифом гитары по голове. Тот заявил, что «это последнее выступление Coal Chamber» и покинул сцену. Однако группе удалось на время уладить разногласия для участия в летнем туре, в котором они выступали вместе с American Head Charge, Lollipop Lust Kill и Medication. В августе Дэз объявил о том, что он основал группу Deathride, позже переименованную в DevilDriver. В октябре из-за разногласий с Дэзом и Мигсом из группы уходит Майк. В таких условиях менеджмент группы отказался от ведения её дел. В феврале 2003 года появляется информация о готовящемся сборнике раритетов, концертного материала и неиздававшихся демозаписей под названием «Giving the Devil His Due». Диск был выпущен 17 июня 2003 года на лейбле Roadrunner Records. Примерно в это же время становится известно о проекте Мигса, который называется Glass Piñata. 11 июля 2003 года в связи с разногласиями между участниками группы Coal Chamber распалась. В августе 2004 года лейбл Roadrunner Records выпустил альбом The Best of Coal Chamber. В июне 2005 года Фафара заявил, что деятельность группы заканчивается навсегда, и они не будут воссоединяться.

### Воссоединение и новый альбом (2011—2014)
В конце октября 2011 года было объявлено о воссоединении группы в обновлённом составе, включающем в себя новую басистку Челу Харпер. В феврале 2012 года группа приняла участие в музыкальном фестивале Soundwave (Австралия). В сентябре 2012 года группа дала серию концертов в странах Южной Америки и Мексике. В ноябре 2013 в группу вернулась басистка Надя Пойлен, а в следующем году они подписали контракт с Napalm Records, продолжая работать над новым альбомом. Он был завершён в декабре 2014 года.

### Rivals(2015)
В феврале 2015 года группа объявила, что название альбома — Rivals. В марте они представили онлайн-версию песни "I.O.U. Nothing", а в следующем месяце выпустили лирический видеоклип на "Suffer in Silence" с участием Эла Йоргенсена. Альбом был выпущен 19 мая 2015 года и стал их первым студийным альбомом за 13 лет, а также первым, выпущенным на Napalm Records.

### Второй распад группы и воссоединение (2016—н.в.)
Во время интервью журналу Blunt в мае 2016 года Фафара подтвердил, что группа находится в бессрочном перерыве и, из-за нынешнего успеха его другой группы DevilDriver, Coal Chamber на данный момент не имеет места в его жизни. В июне 2017 года Фафара объяснил, что начнет исполнять песни Coal Chamber с DevilDriver, придя к осознанию того, что Coal Chamber, вероятно, никогда больше не будет гастролировать и создавать музыку. Позже он заявил, что с группой "покончено навсегда". В июле 2018 года Фафара официально объявил, что группа не вернется. В 2020 году Фафара рассказал о статусе группы во время интервью Metal Hammer. Когда его спросили о возможном воссоединении, Фафара сказал: «Главное для меня - это то, что наши отношения ещё хороши после многочисленных неудач в начале и после того, как некоторые вещи пошли не так, когда мы собрались вместе, чтобы выпустить Rivals. Атмосфера в этом лагере сейчас очень крутая, и мы все поддерживаем друг друга. Я бы не стал забывать об этом, но прямо сейчас я определенно сосредоточился на  DevilDriver.»
В конце 2022 года, стало известно о повторном воссоединении группы.

## Состав группы

### Нынешний состав
- Брэдли «Дэз» Фафара — вокал (1993—2003, 2011—2016, 2022-н.в)
- Мигель «Мигс» Раскон — гитара (1993—2003, 2011—2016, 2022-н.в)
- Майк «Баг» Кокс — ударные (1994—2003, 2011—2016, 2022-н.в)
- Надя Пойлен — бас (1999—2001, 2002—2003, 2013—2016, 2022-н.в)

### Бывшие участники
- Джон Тор — ударные (1993—1994)
- Рейна Фосс-Роуз — бас (1994—1999, 2001—2002)
- Чела Рея Харпер — бас (2011—2013)

## Дискография[14]

### Студийные альбомы
- Coal Chamber — 11 февраля, 1997
- Chamber Music — 7 сентября, 1999
- Dark Days — 7 мая, 2002
- Rivals — 19 мая, 2015

### Сборники и другие записи
- Demo — 1994
- Giving the Devil His Due — 19 августа 2003
- The Best of Coal Chamber — 10 августа 2004
- The Complete Roadrunner Collection (1997—2003) — 12 марта 2013

## Видеография
- Loco (1997)
- Shock the Monkey (1999)
- Fiend (2002)
- I.O.U Nothing (2015)